# HMS Pelican (L86)
«Пелікан» (англ. HMS Pelican (L86) — військовий корабель, шлюп, типу «Ігрет», Королівського військово-морського флоту Великої Британії за часів Другої світової війни.
Корабель брав участь у бойових діях на морі в Другій світовій війні, бився в Атлантиці, супроводжував транспортні конвої, підтримував висадку морського десанту в Нормандії. Самостійно або у взаємодії з іншими кораблями союзних флотів потопив чотири німецькі підводні човни, U-136, U-438, U-334 і U-448. За проявлену мужність та стійкість екіпажу у боях бойовий корабель заохочений п'ятьма бойовими відзнаками.

## Історія створення
Шлюп «Пелікан» був закладений 7 вересня 1937 року на верфі компанії John I. Thornycroft & Company у Вулстоні. 12 вересня 1938 року він був спущений на воду, а 2 березня 1939 року переданий до Королівських ВМС Великої Британії.

## Історія служби
11 липня 1942 року під час патрулювання в Північній Атлантиці, західніше Мадейри союзні кораблі виявили німецький підводний човен. Унаслідок атаки глибинними бомбами французького есмінця «Леопард» та британських кораблів «Спей» та «Пелікан» був потоплений U-136. Весь екіпаж у складі 45 осіб загинув.
6 травня 1943 року «Пелікан», діючи разом з фрегатом «Джед», супроводжував конвой і за допомогою радара виявили невідомий підводний човен і розпочали переслідування. В результаті полювання на човен німецький U-438 був знищений «Пеліканом».
14 червня 1943 року південно-західніше Ісландії конвойні кораблі висліділи човен U-334. Британські фрегат «Джед» і шлюп «Пелікан» глибинними бомбами затопили ворожу субмарину разом з усім екіпажем у 47 осіб.
27 серпня 1943 року 40-ва група підтримки, що складалася з «Пелікана» разом з однотипним шлюпом «Ігрет» і фрегатами «Джед», «Ротер», «Спей» і «Евенлод», діяла в Біскайській затоці, забезпечуючи прикриття конвоям з Північної Африки. Групу атакувала ескадрилья II./KG 100 з 18 Do 217, що несли радіокеровані планеруючі бомби Hs293 A-1. Один з двох прикриваючих есмінців, «Атабаскан», був сильно пошкоджений, а «Ігрет» було потоплено, при цьому загинуло 194 члени екіпажу. У той час на борту було чотири спеціалісти з електроніки Y-Service Королівських повітряних сил, усі вони також загинули під час атаки. Інший есмінець, «Гренвілль», також був атакований Do 217, але вижив завдяки тому, що зміг увернутися від планеруючої бомби.
14 квітня 1944 року шлюп у взаємодії з канадським фрегатом «Свонсі» глибинними бомбами знищили на північний схід від Азорських островів німецький човен U-448. «Свонсі» врятував 17 німецьких моряків із затонулого підводного човна.